# Nowy cmentarz żydowski w Sokołach
Nowy cmentarz żydowski w Sokołach – kirkut społeczności żydowskiej niegdyś zamieszkującej Sokoły. Nie wiadomo dokładnie kiedy powstał, być może w XIX wieku. Mieścił się przy ul. Nowy Świat i miał powierzchnię 0,8 ha. Został zniszczony podczas wojny i nie zachowały się żadne nagrobki. Obecnie w jego miejscu boisko sportowe.
Informacje na temat historii Żydów mieszkających w Sokołach znajdują się w „Księdze Pamięci”.